# Patriarcat de Babylone des Chaldéens
Le patriarcat des Chaldéens (latin : Patriarchatus Chaldaeorum) est le patriarcat de l’Église catholique chaldéenne, établi à la cathédrale Marie-Sainte-Marie (en) à Bagdad en Irak. Le patriarche actuel est Mar Louis Raphaël I Sako. Il est assisté de l'archevêque d'Erbil (en) Shlemon Warduni (en) et de l'évêque auxiliaire de Bagdad, Basel Yaldo,,. Sa cathédrale est l'église de Marie mère des douleurs (en)à Bagdad en Irak.

## Historique
Les catholiques chaldéens (en) représentent la majorité des chrétiens irakiens et constituent un peuple autochtone d'Irak ,,,,.
L’Église catholique chaldéenne de Babylone est une église catholique orientale qui représente les origines symboliques de l’ancienne Chaldée et est en pleine communion avec le Saint-Siège et l’Église catholique. L’Église catholique chaldéenne provient de l'Église de l'Orient qui c'est divisée en raison d’un différend appelé le schisme de 1552 (en), qui divisa l’Église de l’Orient en deux parties religieuses : catholiques fidèles à Rome et orthodoxes de l'Église d'Orient.
Cependant, une partie de l'Église chaldéenne se sépara de l'Église catholique pour former l'Église assyrienne catholique apostolique de l'Orient, ainsi nommée parce qu'elle était en communion avec l'Église catholique avant de s'en séparer. En 1672, l'Église catholique chaldéenne établit son patriarcat à Diyarbakir dans l'Empire Ottoman.
Par la suite, en 1683, le patriarcat fut transféré à Bagdad, en Irak.

## Sources
- David Wilmshurst, The Ecclesiastical Organisation of the Church of the East, 1318–1913, Louvain, Peeters Publishers, 2000 (ISBN 978-90-429-0876-5, lire en ligne)
- David Wilmshurst, The martyred Church : A History of the Church of the East, Londres, East & West Publishing Limited, 2011, 522 p. (ISBN 978-1-907318-04-7, lire en ligne)